# Колодуб Оксана Львівна
Оксана Львівна Колодуб (1 грудня 1956, Київ) — український музикознавиця, лекторка, педагог. Заслужений діяч мистецтв України (2013). Член Національної спілки композиторів України (1994).

## Життєпис
Її батьки — Лев та Жанна Колодуби, бабуся — Лідія Колодуб.
У 1982 закінчила Київську консерваторію (клас Л. Єфремової). Викладала у Київській дитячій музичній школі № 14 (1980—1987, 1990— 1999), музичній школі міста Ляйпциґ (Німеччина, 1987—1989).
Від 1999 — лекторка Національної філармонії України (Київ).
Досліджувала творчість В. Журавицького, В. Ільїна, В. Кирейка, П. Сениці та інших.
Авторка:
- музичних передач на Українському радіо про творчість Ж. Колодуб, В. Подвали, М. Сільванського, В. Шаповаленка, О. Беннінґгоффа (Німеччина) та інших;
- циклу передач для дітей «Шкільна дискотека».

## Лекторка

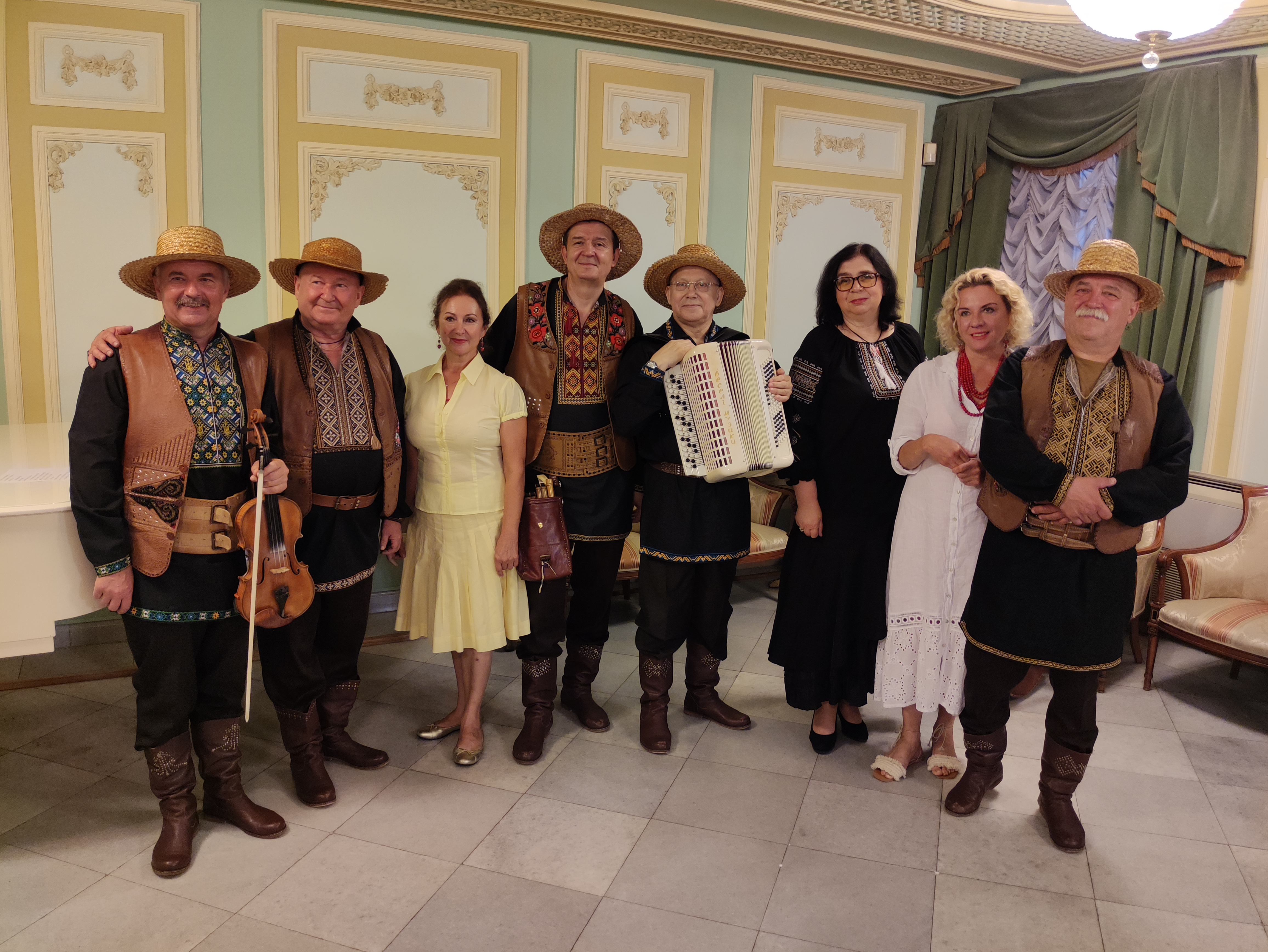
Учасники концерту «Музичне намисто України» в Музичному салоні Колонної зали імені Миколи Лисенка, червень 2022. Оксана Колодуб — третя праворуч

Виступала з лекціями у Національній філармонії України, в багатьох містах України, Німеччини та Польщі.
Її лекції, присвячені творчості митців минулого й сучасності: С. Гулака-Артемовського, М. Лисенка, Л. Ревуцького, М. Сильванського, М. Кармінського, Л. Дичко, Л. та Ж. Колодубів, А. Мухи, В. Птушкіна, М. Римського-Корсакова, С. Рахманінова, П. Чайковського, Л. ван Бетговена, Е. Ґріґа, В.-А. Моцарта та інших.
Співпрацювала з сучасними виконавцями та композиторами, досліджувала їхню творчість, проводила лекції, присвячені їхній творчості.

## Праці
1. «Товариш любов» В. Ільїна: До питання про жанрове розмаїття української радянської оперети 70–80-х років // УМ. 1986. Вип. 21;
2. Завершились «Музыкальные диалоги» // Киев. ведомости. 1995, 4 мая;
3. «Сурми–96» // УМГ. 1996. № 2;
4. П. Сениця – трагічна постать української музичної культури // Повернення культур. надбання України. К., 1999.

## Відзнаки
- Заслужений діяч мистецтв України (2013).[1]